# 한화건설
㈜한화 건설부문(韓華建設)은 한화그룹의 주요 계열사로 2002년에 설립된 건설회사다. 2019년 국토교통부 발표 시공능력평가액 3조 5,018억원으로 12위를 기록했다. 2018년에는 시평액 2조 8,623억 원으로 11위였다. 아파트(주택) 브랜드는 '꿈에그린'에서 '한화포레나'로 변경됐다.

## 역사
- 1967년 태평양건설 설립
- 1988년 덕산토건(주) 상호 변경
- 1996년 (주)한화 / 건설부문으로 흡수합병
- 1997년 소공동 한화빌딩 준공
- 1998년 ISO 14001, 9001 인증 획득
- 1999년 한국석유공사 T-5 석유비축기지 준공
- 2000년 HDF 수처리기술 환경신기술 인증
- 2001년 한화기술연구소 개소
- 2002년 (주)한화에서 분사 (주)한화건설 설립. 본점 주소를 서울특별시 중구 장교동 한화빌딩에서 경기도 시흥시 대야동으로 이전.[4]
- 2003년 윤리경영선포
- 2004년 서울 민자 역사 준공
- 2005년 잠실 갤러리아 팰리스 준공
- 2006년 인천 소래논현지구(한화 에코메트로) 도시개발사업 착수
- 2007년 사우디 마덴 석유화학플랜트 및 에틸렌아민 플랜트 수주
- 2008년 알제리 아르쥬 정유플랜트 수주
- 2009년 사우디 마라픽 발전플랜트 수주/ 요르단 가스터빈 발전소 수주
- 2011년 갤러리아 포레 준공
- 2012년 이라크 비스마야 신도시 10만가구 수주(단일 해외건설공사 수주액중 최대)
- 2014년 필리핀 아레나 돔 공연장 준공[5]
- 2022년 (주)한화 / 건설부문으로 흡수합병

## 단지 현황

### 광주광역시

#### 북구
| 단지 이름                    | 소재지                          | 규모      | 입주       | 비고 |
| ---------------------------- | ------------------------------- | --------- | ---------- | ---- |
| 운암자이포레나퍼스티체 1단지 | 광주광역시 북구 북문대로98길 50 | 998세대   | 2026년 4월 |      |
| 운암자이포레나퍼스티체 2단지 | 광주광역시 북구 북문대로98길 49 | 1,486세대 | 2026년 4월 |      |
| 운암자이포레나퍼스티체 3단지 | 광주광역시 북구 북문대로98길 10 | 730세대   | 2026년 4월 |      |

### 경상남도

#### 창원특례시

##### 성산구
| 단지 이름          | 소재지                          | 규모    | 입주       | 비고 |
| ------------------ | ------------------------------- | ------- | ---------- | ---- |
| 창원 가음 꿈에그린 | 창원시 성산구 원이대로878번길 9 | 749세대 | 2017년 8월 |      |

### 대전광역시

#### 유성구
| 단지 이름        | 소재지                         | 규모      | 입주       | 비고 |
| ---------------- | ------------------------------ | --------- | ---------- | ---- |
| 포레나 대전 학하 | 대전광역시 유성구 학하동 676-1 | 1,029세대 | 2025년 1월 |      |

## 모기업 및 주요 계열사
- 한화 (모기업)
- 한화솔루션
- 한화생명
- 한화호텔앤드리조트

## 같이 보기
- 대한건설협회
- 해외건설협회
- 국토교통부
- 건설워커
- 한국건설기술인협회
- 한국건설기술연구원

## 본점 및 지점 현황
- 본점: 경기도 시흥시 대은로 81, 8층 (대야동, 모비딕빌딩)
- 천안지점: 충청남도 천안시 서북구 천안대로 980-21 (두정동)